# Solar Fields
Магнус Биргерссон (швед. Magnus Birgersson), более известен как Solar Fields — шведский музыкант, пишущий музыку в жанрах псайбиент, чиллаут, псайчилл. Его электронная музыка может быть описана как эмбиент, атмосферная, глубокая, этническая и психоделическая.
Solar Fields выпустил двадцать один альбом и написал всю внутриигровую интерактивную музыку для компьютерных игр Capsized, Mirror’s Edge (2008), Mirror’s Edge: Catalyst (2016), две последние были разработаны шведской компанией EA Digital Illusions CE и выпущены Electronic Arts.

## История
Магнус Биргерссон начал свою карьеру музыканта в городе Гётеборг.
Родившись в семье музыкантов, он был вовлечен в музыкальное искусство с самого детства. Ещё ребёнком он играл на барабанах, фортепиано и клавишных инструментах. В юности Магнус был гитаристом в рок-группах, пианистом в джаз-фанк бэнде и игроком на синтезаторе для драм-н-бейс проекта. Впоследствии он основал собственный музыкальный проект Solar Fields, выпустив в 2001 году первый альбом «Reflective Frequencies».
В 2004 году Solar Fields в сотрудничестве с Aes Dana выпустил альбом «Distances». Этот альбом был выпущен под именем новой музыкальной группы H.U.V.A. Network.
Его пятый Альбом EarthShine, выпущенный в 2007 году, содержал в себе различные элементы транса, фолк музыки, эмбиента и прогрессив-хаус музыки. Данный альбом получил тёплые оценки от слушателей и продюсеров, благодаря чему он получил внимание от игровых студий.
В том же году Биргерссон получил предложение от игровой компании Dice и начал работу над внутриигровым саундтреком для игры Mirror's Edge, которая была выпущена 14 ноября 2008 года для игровых приставок Xbox 360 и PlayStation 3 и 16 января 2009 года для PC. Музыка получила хорошие отзывы от игроков и в 2009 году онлайн игровой журнал VGC включил музыку Solar Fields в «Топ 20 игровой музыки 2009 года», заняв 16-е место.
В 2009 году Магнус Биргерссон выпустил новый альбом под названием «Movements», который вошел в «Топ 10 лучших альбомов по мнению слушателей радио Echoes». Альбом был также использован в инди-игре Capsized от небольшой канадской студии Alientrap.
В 2010 год был очень продуктивным для музыканта. Solar Fields выпустил альбом «Altered — Second Movements», который сочетал в себе различные сэмплы и ремиксы предыдущих композиций из альбома «Movements». Помимо прочего он начал выпускать серию альбомов «Origin#1», которые содержат ранее не выпущенные записи музыканта.
В 2013 году было выпущено продолжение «Origin#2». Его композиция «Pulse», а также ремикс от Airwave, были выпущены на лейбле JOOF Recordings в 2014 году.
После анонса игры Mirror’s Edge Catalyst музыканту был задан вопрос, участвует ли он в разработке саундтрека к игре, на что он ответил «Без комментариев».
Однако 30 сентября 2015 года DICE подтвердили участие Solar Fields в разработке саундтрека к Mirror’s Edge: Catalyst.

## Дискография
Студийные альбомы
1. 2001: Reflective Frequencies
2. 2003: Blue Moon Station
3. 2005: Leaving home
4. 2005: Extended
5. 2007: EarthShine
6. 2009: Movements
7. 2010: Altered — Second Movements
8. 2010: Origin # 01
9. 2011: Until We Meet The Sky
10. 2012: Random Friday
11. 2013: Origin # 02
12. 2014: Red
13. 2014: Green
14. 2014: Blue
15. 2018: Ourdom
16. 2018: Movements (Remastered)
17. 2019: Leaving Home (Remastered)
18. 2019: Extended (Remastered)
19. 2019: Origin # 03
20. 2022: Versions
21. 2022: Formations

Игровые альбомы
1. 2009: Mirror's Edge Original Game Score
2. 2011: Capsized
3. 2016: Mirror's Edge Catalyst Game Score